# Gilles Binya
Gilles Augustin Binya (Yaoundé, 29 de agosto, 1984) é um ex-futebolista camaronês que atuava como volante.

## Carreira
Ingressou no Benfica na temporada 2007–08, depois do clube benfiquista ter pago 1 milhão de euros ao seu antigo clube, o MC Oran, da Argélia.
Inicialmente estava previsto um empréstimo ao Estrela da Amadora, por um ano, sendo que seria possível Gilles regressar ao Benfica em dezembro. Porém, com a saída de Fernando Santos e com a chegada do espanhol José Antonio Camacho, Gilles ingressou na equipa principal, ficando sem efeito o acordo entre os clubes. Segundo alguns jornais, Camacho ficou impressionado com Gilles e, face à necessidade de mais jogadores do que inicialmente previstos, Gilles ficou no plantel, sendo que a sua principal qualidade são os lançamentos longos (29 metros) e a entrega durante todo o jogo.
Devido a uma entrada sobre Scott Brown que lhe valeu a expulsão no jogo contra o Celtic pela quarta rodada da Liga dos Campeões de 2007–08, Bynia foi suspenso por seis jogos, pela UEFA.
No início da temporada 2009–10 foi anunciado o seu empréstimo ao Neuchâtel, da Suíça.

## Títulos
Benfica
- Taça da Liga: 2008–09